# Hyla simplex
Hyla simplex – gatunek południowoazjatyckiego płaza bezogonowego z rodziny rzekotkowatych (Hylidae).

## Taksonomia
Gatunek wyodrębniono z Hyla chinensis. Populacja z wyspy Hajnan została w 2000 roku opisana jako podgatunek Hyla simplex hainanensis.

## Występowanie
Ten azjatycki płaz zamieszkuje południe Chińskiej Republiki Ludowej (w tym wyspę Hajnan), a także północny i środkowy Wietnam. Izolowana populacja na wschodzie Chin w prowincji Zhejiang. Obecność zwierzęcia na terenie Laosu nie została jeszcze potwierdzona.
W Chinach H. simplex bytuje na wysokościach od 20 do 1500 metrów nad poziomem morza, brak danych dla Wietnamu. Zamieszkuje lasy, w tym lasy bambusowe, roślinność nadrzeczną i zarośla, był też obserwowany w lasach wtórnych.

## Rozmnażanie
Gatunek do rozrodu wybiera zbiorniki istniejące cały rok. W kontynentalnych Chinach rozród zaczyna się w marcu, a kijanki obserwowano od kwietnia do września.

## Status zagrożenia
W Czerwonej księdze gatunków zagrożonych IUCN Hyla simplex od 2004 roku klasyfikowany jest jako gatunek najmniejszej troski (LC, ang. Least Concern).
W Chinach zwierzę występuje pospolicie.
W południowej części zasięgu wylesianie związane z ekspansją rolnictwa prawdopodobnie przyczynia się do spadku liczebności tego płaza. Wiadomo, że jego liczebność spada na wyspie Hajnan.